# El problema del cavaller De Méré
El problema del cavaller de Méré és el nom pel qual es coneix un problema clàssic d'estadística i probabilitat.

## Context històric
Antoine Gombaud, més conegut com el cavaller de Méré, era un jugador professional que va ser el precursor del descobriment de les teories de la probabilitat. Gràcies a la seva experiència, el cavaller de Méré havia experimentat que era profitós apostar a favor d'obtenir almenys un 6 en llançar 4 vegades un dau, mentre que apostar per almenys un doble 6 en llançar 24 vegades dos daus no ho era. Aparentment, contradiu l'aritmètica, ja que 6 (resultats possibles en llançar un dau) és a 4 (vegades que es llança un dau) com 36 (resultats possibles en llaçar dos daus) és a 24 (vegades que es llancen dos daus). La seva curiositat el va dur a cartejar-se amb Blaise Pascal, demanant-li el perquè d'aquesta contradicció. Aquest fet es coneix amb el nom del problema del cavaller de Méré.
El que el cavaller de Méré havia notat i volia comprovar:
p(almenys un 6 en llançar 4 vegades un dau) > {\displaystyle {\frac {1}{2}}}
mentre que
p(almenys un doble 6 en llançar 24 vegades dos daus)< {\displaystyle {\frac {1}{2}}}

## Resolució
Tal com es pot analitzar, el problema està format per successos equiprobables i, per tant, es pot resoldre usant la regla de Laplace.
Per començar, cal calcular la probabilitat del succés A = «Almenys un 6 en llançar 4 vegades un dau». En llançar 4 vegades un dau, es poden obtenir 1296 resultats diferents, ja que es poden obtenir 6 resultats possibles per cada un dels 4 llançaments, és a dir: 6⋅6⋅6⋅6=6⁴=1296 resultats possibles.
D'aquests 1296 resultats, cal saber quants contenen almenys un 6, però per saber-ho, és més fàcil buscar el succés contrari, és a dir, quants resultats no contenen cap 6, per després restar-ho als 1296 resultats possibles. Per tant, calculem quants resultats hi ha que tinguin tan sols números de l'1 al 5: 5⋅5⋅5⋅5=5⁴=625 resultats que no contenen cap 6.
D'aquesta manera, es coneix que hi ha 1296-625=671 resultats que continguin almenys un 6. Per tant, la probabilitat que es compleixi el succés A és de:
p(A)= {\displaystyle {\frac {casos\,favorables}{casos\,possibles}}} = {\displaystyle {\frac {671}{1296}}} = 0,5177
La probabilitat és de 0,52 (a favor de què es compleixi el succés) contra 0,48 (en contra de què es compleixi).
Continuant amb el problema, cal calcular la probabilitat del succés B = "Almenys un doble 6 en llançar 24 vegades dos daus». El nombre de resultats possibles en llançar dos daus és de 6⋅6=6²=36 resultats possibles, per tant, el nombre de resultats possibles en 24 llançaments és de 36⋅36⋅...⋅36=36²⁴=2,245225771 ⋅10³⁷ resultats.
Ara cal desxifrar la probabilitat del succés. Calculem quants resultats hi ha que tinguin tota mena de parelles exceptuant el doble 6: 35⋅35⋅...⋅35=35²⁴=1,141913124³⁷ resultats.
Procedirem calculant la probabilitat del succés contrari, i la restarem a 1:
p(succés contrari a B)= {\displaystyle {\frac {casos\,favorables}{casos\,possibles}}} = 0,5085
p(B)=1-p(succés contrari a B)=1-0,5085=0,4914
Per tant, l'aposta d'«almenys un doble 6 en llançar 24 vegades dos daus» no és favorable. Totes dues probabilitats són extremadament subtils per a ser notades experimentalment. Tanmateix, el cavaller de Méré, jugador professional, ho va notar.